# Tarxien
Tarxien també coneguda com a Città Ferdinand és una ciutat de la Regió Sud-Est de Malta. La seva població era de 8583 el març de 2014, i una superfície de 0,9 km².
La ciutat és més notable pels Temples de Tarxien, un complex de temples megalitic que es troba entre les estructures independents més antigues de la Terra. Forma part d'un UNESCO Patrimoni de la Humanitat.